# Holochroa balia
Holochroa balia là một loài bướm đêm trong họ Geometridae.